# Tanis

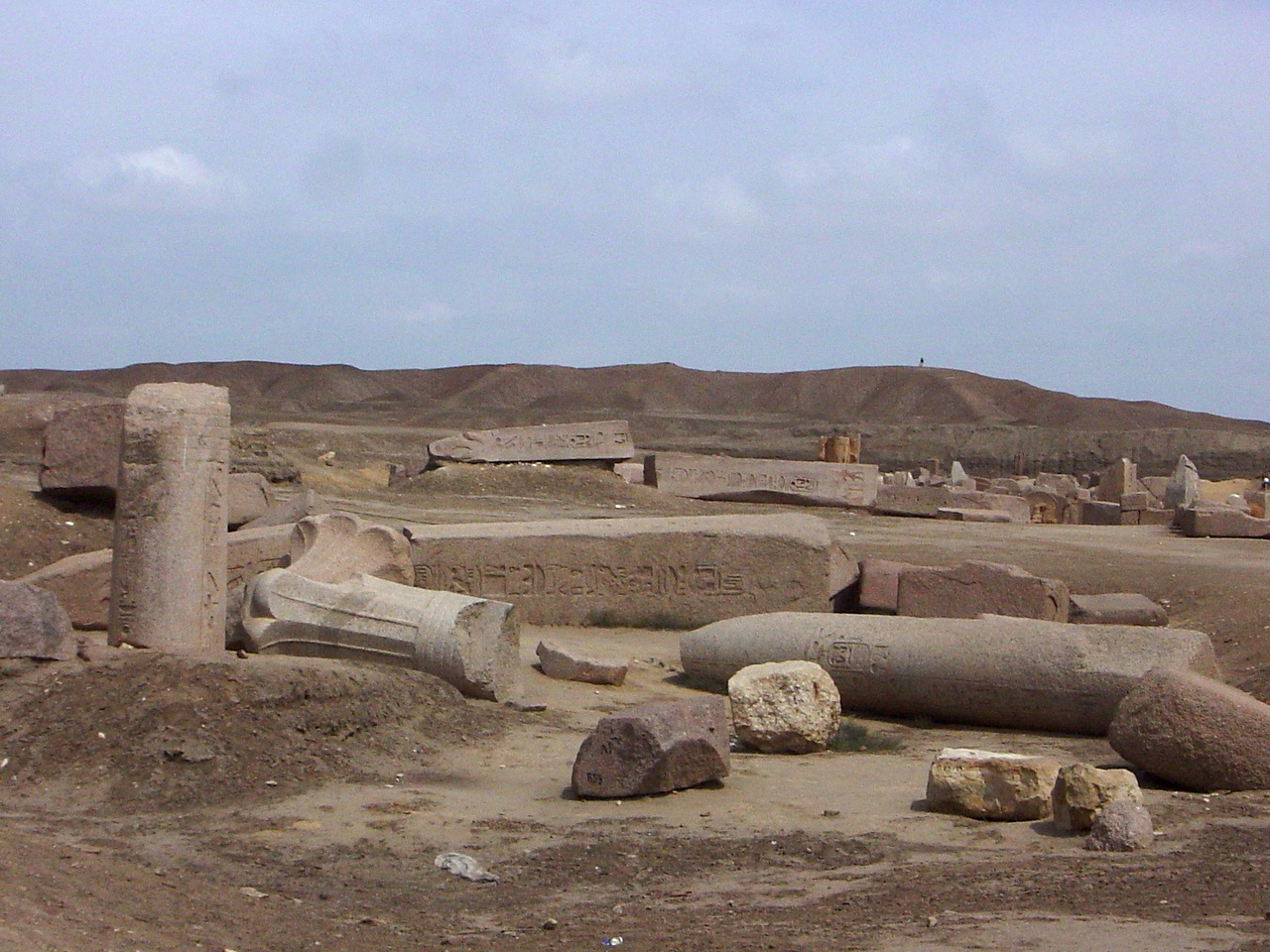
Ruinerna av Tanis idag.

Tanis är det grekiska namnet på en forntida egyptisk stad, och ligger vid tvåstora kullar vid San el-Hagar (arabiska för "det steniga San") i Egypten. Stadens fornegyptiska namn var Djanet eller D'nt och kallas i Bibeln för Soan. Platsen ligger i Nildeltat nära en forntida flodmynning i Medelhavet.
Tanis var det forntida Egyptens norra huvudstad under den Tredje mellantiden ca 1070-712 f.Kr. Kungarna i 21:a och 22:a dynastin hade staden som sitt residens och lät även bygga sina gravar i stadens tempel till guden Amon. Eftersom den 22:a dynastiuns härskare ville omvandla Tanis till ett nytt Thebe så behövdes stora mängder granit för att göra Tanis till en religiös huvudstad liknande Thebe, men eftersom granitbrotten låg i södra Egypten visade det sig mycket svårt. Lösningen blev att ta monument från övergivna Pi-Ramses vilket förvirrade sentida arkeologer. Tanis förlorade senare sin särställning till städer som Sais, Memphis och Alexandria men förblev en betydelsefull stad fram till den Ptolemaiska dynastin men tycks ha övergivits innan romarnas tid.
Den första av Tanis byggherrar lär ha varit Psusennes I vilken lät bygga ringmuren och templet helgat åt gudafamiljerna Amon, Mut och Khonsu vilket byggdes ut av senare kungar, mest av Siamun, och Osorkon III. Endast muren finns nu kvar, bl.a. på grund av kalkbrännare som förstört byggnader.
Inom tempelområdet ligger Psusennes grav i som består av två gravkammare för honom och drottning Mutnodjmet och ett antal sidokammrar ytterligare för senare kungligheter och adelsmän från såväl 21:a som 22:a dynastin som återanvände kamrarna bl.a. så begravdes Psusennes efterträdare Amenemope och senare Shoshenk II i Mutnodjmets gravkammare. Strax intill byggdes även gravar för Shoshenk III och Osorkon II. Genom att ha kammaren på helig mark ville Psusennes vila så nära gudarna som möjligt och samtidigt förhindra plundring vilket uppenbarligen lyckades eftersom gravarna förblev orörda tills de återupptäcktes av Pierre Montet 1939-1940 vilket är det viktigaste fyndet från Tanis.
Tempelområdet fortsatte att byggas ut, särskilt under den 30:e dynastins kungar Nectanebos I och II som byggde tempel åt Horus och Khonsu-Neferhotep, en helig sjö och en andra ringmur. Horustemplet byggdes ut av Ptolemaios II Filopator och Ptolemaios IV Filopator byggde senare om Muts tempel som Siamun hade lagt grunden till. Dessutom byggdes två statyer av ståthållarna Panemerit och Pikhaas.
Redan 1722 identifierades San-el-Hagar med Tanis, under Napoleon I:s expeditioner år 1800 gjordes ritningar av Tanis. 1860 till 64 grävdes tempelområdet ut tillsammans med en mängd stenfragment och skulpturer av Auguste Mariette och arkeologiska utgrävningar i San el-Hagar genomfördes av den brittiska arkeologen William Flinders Petrie 1883-86. Den mest omfattande utgrävningen genomfördes av franska arkeologen Pierre Montet 1929-51. Det viktigaste fyndet var den kryptan under Amon-templet vilka innehöll rika kungliga gravar, delvis orörda. På platsen upptäcktes även en stor mängd statyer och andra monument av sten inhuggna med Ramses II:s namn bl.a. en kungastaty med inskriften "Seth, Avaris härskare". Det ledde Montet att dra slutsatsen att San el-Hagar var från omkring den 12:e dynastin och var identisk med Ramses II:s huvudstad Pi-Ramses. Detta har senare förkastats av senare arkeologer som antar att monumenten transporterats dit flera århundraden efter Ramses II:s regeringstid.